# Theresienfeld
Theresienfeld este o comună austriacă din districtul Wiener Neustadt-Land, în Austria Inferioară. Se află la 5 km la nord de Wiener Neustadt, în partea de sud a Bazinului Vienei. Din suprafața sa de 11,47 km2, 3,40% este împădurită.

## Istorie
Theresienfeld a fost fondată în 1763 de către împărăteasa Maria Terezia, pentru dezvoltarea  agriculturii din zonă.

## Populație

### Religie
Conform datelor din 2001, 61,4% din populație sunt romano-catolici, 6,2% evanghelici, 4,9% sunt musulmani, 4,7% aparțin Bisericii Ortodoxe, iar 0,1% practică religia mozaică. 18,2% din populație nu are afiliere religioasă.

## Economie și educație
În 2011, în municipalitate existau 169 de locuri de muncă neagricole și 14 companii agricole și forestiere. 109 de persoane erau șomere.
Theresienfeld are două grădinițe, o școală primară și o școală profesională.

## Galerie de imagini

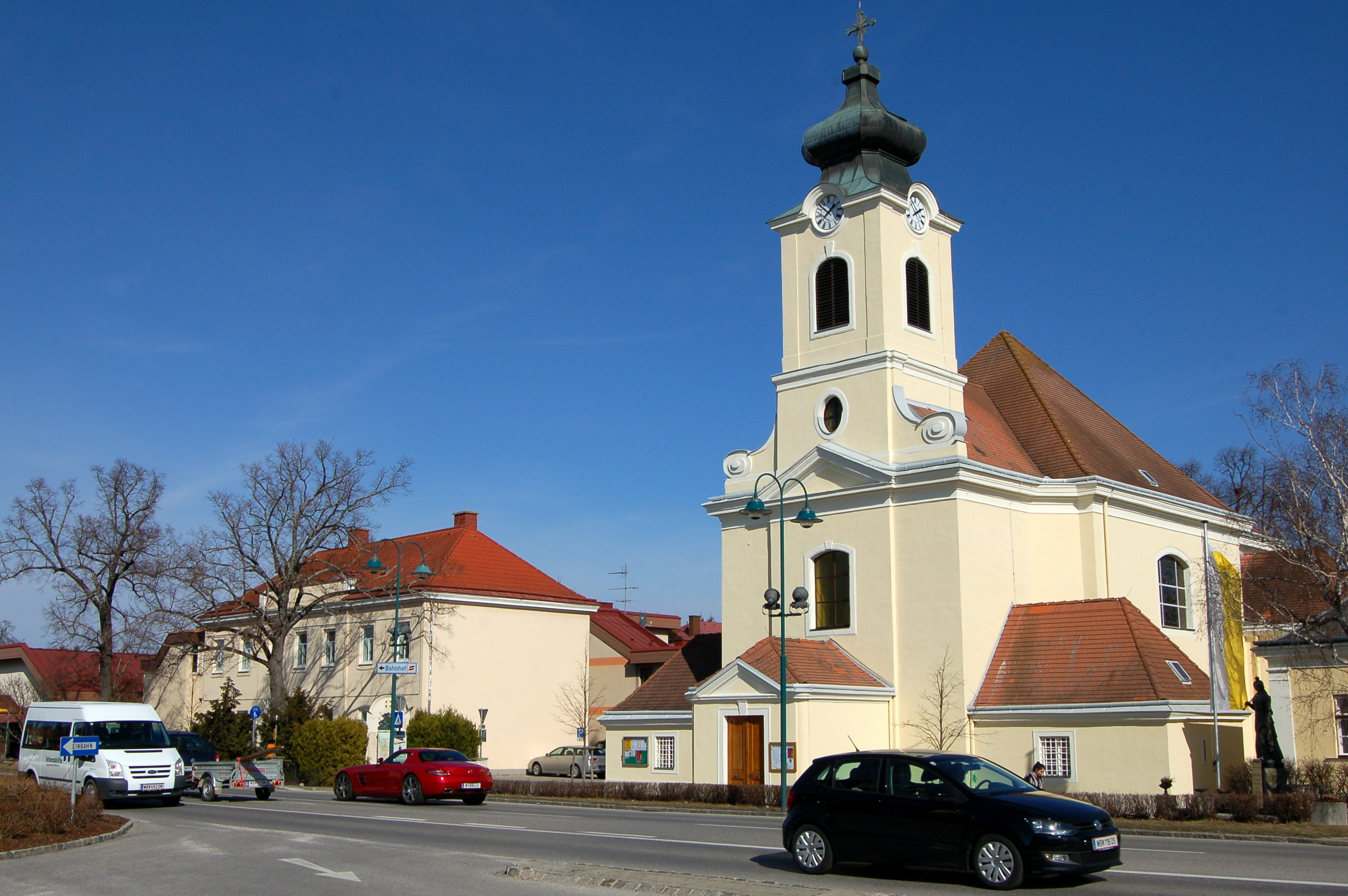
Piața centrală a comunei Theresienfeld cu biserica Sfânta Cruce, în germană Heiligenkreuz